# Branchiostegus albus
Branchiostegus albus är en fiskart som beskrevs av Dooley, 1978. Branchiostegus albus ingår i släktet Branchiostegus och familjen Malacanthidae. Inga underarter finns listade.